# 西比爾冰球館
西比爾冰球館是一個位於俄羅斯新西伯利亞的室內運動場。主要功能是冰球場。球場的觀眾容量是7,400人。它是大陸冰球聯賽隊伍新西伯利亞人冰球隊的主場。

## 來源
1. ↑  . Wikipedia. 2018-02-17 （英语）.
2. ↑  . Хоккейный клуб «Сибирь».   [2022-07-17]. （原始内容存档于2019-12-17）.